# Diphyus cockerelli
Diphyus cockerelli är en stekelart som först beskrevs av Henry Lorenz Viereck 1903.  Diphyus cockerelli ingår i släktet Diphyus och familjen brokparasitsteklar. Inga underarter finns listade i Catalogue of Life.